# 伯恩劇場

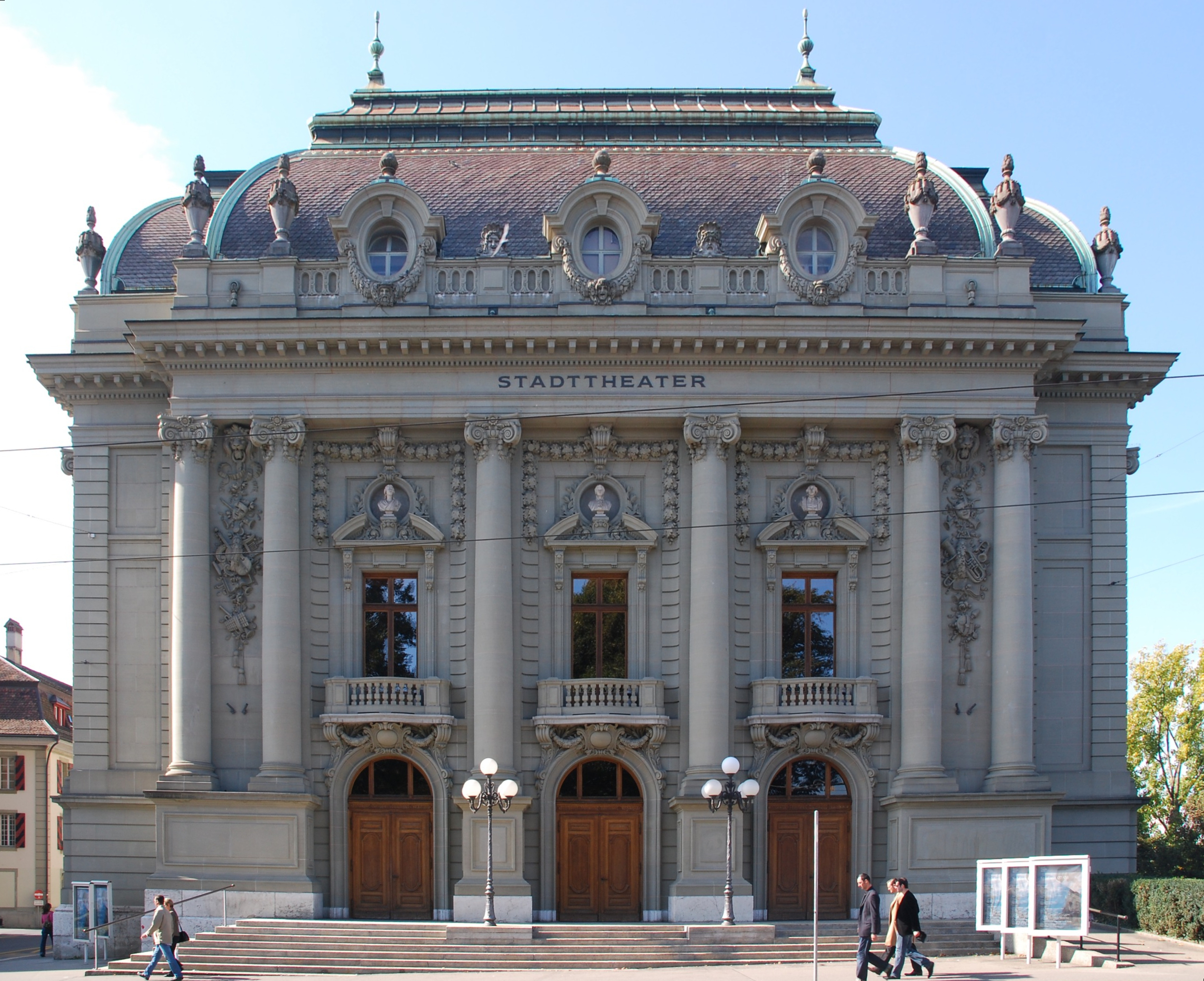
建築外觀

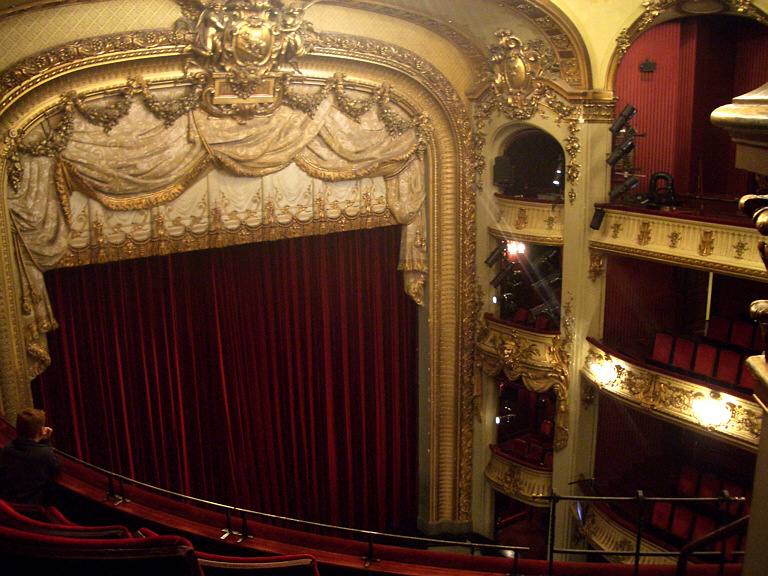
內部裝飾

伯恩劇場（Bern Theatre），是瑞士首都伯恩的一座歌劇院和劇場。伯恩劇場開業於1903年，上演的首個劇目是理察·華格納的唐懷瑟。伯恩劇場全年上演超過300場演出，包括歌劇、芭蕾等多種藝術形式。

## 外部連結
- Official site

46°56′56″N 7°26′49″E / 46.949°N 7.447°E